# Alejandro Svarch Pérez
Alejandro Svarch Pérez (5 de septiembre de 1988) es un médico y funcionario público mexicano. Dirige el IMSS-Bienestar desde del 1 de octubre de 2024, bajo la gestión de la presidenta de Claudia Sheinbaum.

## Trayectoria
Svarch es médico cirujano, con especialidad en medicina interna, graduado en la Universidad Nacional Autónoma de México. Cuenta también con estudios de posgrado de maestría en salud pública, realizados en el Instituto Nacional de Salud Pública. Realizó su residencia profesional en el Hospital General de Rioverde.

### Funcionario público
Anterior a su cargo como titular de la Cofepris, fungió como director general de relaciones internacionales, nombrado como delegado de la Sección Mexicana de la Comisión de Salud Fronteriza México-Estados Unidos, así como representante de la Secretaría de Salud de México ante el Grupo Interinstitucional sobre Migración Internacional. Durante el periodo 2019-2021 fue titular de la Unidad de Coordinación Nacional Médica de la Secretaría de Salud.
Bajo su cargo, la Cofepris se integró al Conferencia Internacional sobre armonización de requisitos técnicos para el registro de productos farmacéuticos para uso humano (ICH, por sus siglas en inglés), se implementó la digitalización de trámites regulatorios, de estrategias de certidumbre regulatoria con la industria farmacéutica y se elaboró el primer método para muestreo y análisis de vapeadores. De las problemáticas paralelas de la institución, durante su periodo se están desarrollando estrategias interinstitucionales para el combate a la corrupción. Una de ellas fue la firma de un convenio de colaboración con la Secretaría de Marina (Semar), que originó la creación del Centro de Inteligencia contra Riesgos Sanitarios.

### Acciones en la Pandemia de COVID-19
Durante el periodo de Pandemia por COVID-19, como Coordinador nacional médico de la Secretaría de Salud, presentó una estrategia para la contratación de alrededor de 40 mil trabajadores de la salud para hacer frente a la pandemia de COVID19, pero sin tenerse la protección adecuada para ello.
Como titular de la Cofepris, coordinó acciones para el fortalecimiento de la optimización y simplificación regulatoria durante la pandemia por COVID-19, dando como resultado el análisis y liberación de 110 millones de vacunas contra COVID-19, con destino a las 32 entidades federativas de México y a más de una docena de países de América Latina y el Caribe.

## Publicaciones científicas
A lo largo de su trayectoria académica y laboral, ha publicado artículos en revistas científicas incluidas en los índices nacionales e internacionales más aceptados, principalmente sobre temas de regulación sanitaria y salud pública. También es articulista de La Jornada y de Le Monde Diplomatique. En sus artículos científicos, ha compartido créditos con un amplio grupo de académicos y médicos nacionales e internacionales, como Jorge Alcocer-Varela y David Kershenobich. Algunas de sus publicación son:
Rayón-Ramírez, Gandi; Alvarado-López, Salvador; Camacho-Sandoval, Rosa; Loera, Miriam Jackeline; Svarch, Alejandro Ernesto; Alcocer-Varela, Jorge (2023). «Strengthening the Pharmacovigilance System in Mexico: Implementation of VigiFlow and VigiLyze, as ICSR and Signal Detection Management Systems». Pharm Med 37 (6): 425-436. PMID 37804414. doi:10.1007/s40290-023-00490-y. Consultado el 21 de noviembre de 2023.
Svarch, Alejandro; Enríquez, Natán; Naime, Nemer et al. (2022). «Colaboración regulatoria post-Covid-19». Revista Ciencias y Humanidades (Consejo Nacional de Ciencia y Tecnología) (4): 82-91. Consultado el 08-11-2023.
De la Torre, Alethse; Kershenobich, David; Svarch, Alejandro Ernesto; López-Gatell, Hugo (2021). «Eliminating Hepatitis C in Mexico: A Primary Health Care Approach». Clin Liver Dis (Hoboken). Consultado el 08-11-2023.
Rangel G., María Gudelia; López J., Ana María; Svarch, Alejandro (2019). «Together for Health: An Initiative to Access Health Services for the Hispanic/Mexican Population Living in the United States». Front. Public Health. doi:10.3389/fpubh.2019.00273. Consultado el 08-11-2023.
Svarch, Alejandro E.; Arce-Salinas, César A.; Amaya, José L. (2017). «Leptospirosis in Tropical Regions of Southeast México: A Clinical case Series Review». Curr Trop Med Rep 4 (52). Consultado el 08-11-2023.
Svarch, Alejandro E.; Arce-Salinas, César A.; Amaya, José A. (2017). «Leptospirosis in Mesoamérica Curr Trop Med Rep». Current Tropical Medicine Reports 4 (83).
Furuzawa-Carballeda, Janette; Aguilar-León, Daniela; Svarch, Alejandro Ernesto (2015). «Achalasia—An Autoimmune Inflammatory Disease: A Cross-Sectional Study». J Immunol Res. Consultado el 08-11-2023.
Torres-Villalobos, Gonzalo; Svarch, Alejandro (2012). ub «Lo mejor de la reunión del Colegio Americano de Cirujanos (American College of Surgeons)». Revista de Gastroenterología de México. Consultado el 08-11-2023.
Saldívar-Gonzalez, J.; Posadas-Andrews, J.; Rojas, A.; Yoldi-Negrete, J.; Alvarez- Sekely, M.; Ortiz-Leon, A.; Foilloux-Morales, S.; Mayagoitia-Novales, C. et al. (2006). «El estrés social en el ratón un modelo natural de depresión: efecto de la administración crónica de clorhidrato de imipramina». Psiquis. 15:118.125. Consultado el 21 de noviembre de 2023. 